# Tomorrow (GloRilla)
Tomorrow è un singolo della rapper statunitense GloRilla, pubblicato il 15 luglio 2022 come estratto dalla raccolta della Collective Music Group Gangsta Art.

## Promozione
È stato presentato dal vivo dalla rapper in un mash-up insieme a F.N.F. (Let's Go) ai BET Hip Hop Awards 2022.

## Video musicale
Il video musicale è stato reso disponibile in concomitanza con l'uscita del brano attraverso il canale YouTube della rapper.

## Tracce
1. Tomorrow – 1:43

## Remix
Il 23 settembre 2023 viene pubblicata una versione remix del brano, realizzata con la partecipazione della rapper statunitense Cardi B.

### Promozione
È stato eseguito dal vivo dalle due rapper in occasione degli American Music Awards il 20 novembre 2022.

### Video musicale
La clip, diretta da Diesel Filmz, è stata resa disponibile il 22 settembre 2023 attraverso il canale YouTube della rapper.

### Tracce
1. Tomorrow 2 – 3:29

## Classifiche

### Classifiche settimanali
| Classifica (2022) | Posizione massima |
| ----------------- | ----------------- |
| Canada            | 78                |
| Stati Uniti       | 9                 |

### Classifiche di fine anno
| Classifica (2023) | Posizione |
| ----------------- | --------- |
| Stati Uniti       | 70        |